# Patrick Leahy
Patrick Joseph Leahy (Montpelier, 31 marzo 1940) è un ex politico statunitense, senatore per lo stato del Vermont dal 1975 al 2023. Leahy è membro del Partito Democratico ed è stato eletto per la prima volta nel 1974, venendo eletto per otto mandati. È stato presidente della commissione per gli stanziamenti e ha ricoperto la carica di Presidente pro tempore del Senato per 3 Congressi, dal 2012 al 2015 e dal 2021 al 2023.
Alla morte del rappresentante Don Young nel marzo 2022, è diventato il membro più anziano del Congresso. Leahy è stato anche l'ultimo dei "Watergate Babies" del Senato: i democratici eletti per la prima volta al Congresso nelle elezioni del 1974 che seguirono le dimissioni del presidente Richard Nixon per lo scandalo Watergate. Durante il suo ultimo mandato, Leahy era uno dei tre membri del Congresso ad essere stato sotto la presidenza di Gerald Ford e uno dei cinque sotto la presidenza di Jimmy Carter.
Leahy è il senatore statunitense del Vermont con il tempo in carica più lungo, nonché il primo democratico mai eletto al Senato degli Stati Uniti dal Vermont. È l'ex presidente delle commissioni Agricoltura e Magistratura, è stato membro di graduatoria della commissione per gli stanziamenti dal 2017 al 2021 ed è diventato presidente nel 2021. Nel 2001, Leahy, insieme all'allora leader della maggioranza al Senato Tom Daschle, è stato preso di mira dagli attacchi all'antrace che hanno ucciso cinque persone. È stato il presidente del secondo processo di impeachment di Donald Trump, diventando il primo senatore a presiedere il processo di impeachment di un ex presidente.

## Biografia
Di origini irlandesi da parte del padre, Howard Francis Leahy, e italiane da parte della madre, Alba Maria Zambon (Dardago, frazione del comune friulano di Budoia), Leahy si è diplomato al Saint Michael's College nel 1961, e tre anni dopo si è laureato in giurisprudenza alla Georgetown University Law School, nel 1964. Iniziò a lavorare come avvocato, fino a che non venne eletto procuratore della Contea di Chittenden dal 1966 al 1974.
Nel 1974, a 34 anni, venne eletto senatore dello Stato del Vermont, venendo riconfermato altre sette volte. È cieco dall'occhio sinistro.

## Senatore
Eletto per la prima volta nel 1974, Leahy è il primo senatore democratico nella storia del Green Mountain State. Prima della sua vittoria, infatti, il Vermont veniva considerato una roccaforte del Partito Repubblicano. La sua prima campagna elettorale venne registrata in un documentario dove il 34enne Leahy viaggiava in auto per incontrare gli elettori. Alle elezioni del novembre 1974 vinse contro l'allora deputato repubblicano alla Camera Richard W. Mallary, conquistando il seggio precedentemente occupato da George Aiken.
Nel 1987, in qualità di vicepresidente del Comitato ristretto per l'intelligence del Senato, Leahy mostrò a un giornalista una bozza di rapporto non classificato sullo scandalo Irangate. In una conferenza stampa successiva, Leahy disse: "Anche se è stato declassificato, sono stato troppo negligente". La divulgazione di quelle informazioni andava contro le regole stesse dell'Intelligence Committee.
Nel 1994, Leahy ha presentato una legge per incentivare le scuole statunitensi a vietare bibite e altri prodotti alimentari di "minimo valore nutrizionale" dichiarando: "I profitti dei distributori automatici vanno a delle buone cause, ma quando si tratta di cibo spazzatura dei distributori automatici, sarebbe meglio mettere gli studenti prima dei profitti dei distributori". Il disegno di legge venne criticato dai rappresentanti dell'industria delle bevande e dalla multinazionale Coca-Cola, ma riuscì lo stesso a entrare in vigore.
Nel 2001 fu, insieme al senatore Tom Daschle, uno dei bersagli degli attacchi all'antrace.
Il 21 settembre 2005, Leahy ha votato a favore del giudice John Roberts come giudice capo della Corte Suprema degli Stati Uniti. Il 19 gennaio 2006, Leahy ha annunciato che avrebbe votato contro la nomina di Samuel Alito per diventare giudice associato della Corte Suprema.
È uno dei pochi democratici del Senato ad aver votato contro il Brady Bill sul controllo delle armi. Ha votato a favore del North American Free Trade Agreement ed è a favore della graduale eliminazione dei sussidi agricoli che sono sostenuti dall'ala populista del Partito Democratico. Si è opposto all'accordo di libero scambio Repubblica Dominicana-America Centrale (CAFTA). Il 12 maggio 2011 è stato il promotore del disegno di legge PROTECT IP Act.
Il 15 novembre 2021 annuncia la sua intenzione a non ricandidarsi per un nono mandato decidendo di ritirarsi, nonostante avesse già ottenuto il supporto del proprio partito e anche del governatore repubblicano Phil Scott. Il 3 gennaio 2023 scade il suo mandato e si ritira dopo 48 anni di servizio, viene succeduto dal compagno di partito Peter Welch, fino a quel momento rappresentante dello stato alla camera.

## Presidente pro Tempore del Senato degli Stati Uniti
Il 17 dicembre 2012, in seguito alla morte del collega di partito Daniel Inouye, è stato eletto Presidente pro tempore del Senato, in quanto membro da più tempo in carica. È decaduto dalla carica nel 2015, dopo che i repubblicani hanno conquistato la maggioranza.
Il 20 gennaio 2021 ha sostituito Chuck Grassley ed è diventato nuovamente Presidente pro Tempore del Senato degli Stati Uniti, la quarta carica dello Stato e il terzo nella linea di successione presidenziale dopo la vicepresidente Kamala Harris e la Speaker della Camera dei Rappresentanti Nancy Pelosi. Ha mantenuto la carica fino al suo ritiro con il termine del 117º Congresso, gli è succeduto la senatrice Murray dello stato di Washington.

## Vita privata
Leahy ha un fratello, John, ed una sorella, Mary. Nel 1962 si sposò con Marcelle Pomerleau, dalla quale ha avuto tre figli.

## Curiosità
- Leahy è grande fan del personaggio dei fumetti Batman, avendo partecipato a ben cinque film sul supereroe della DC Comics; in passato aveva prestato la sua voce alla serie animata Batman, mentre appare in un cameo in Il cavaliere oscuro (2008): durante la festa di Bruce Wayne, è l'uomo che urla «We won't be intimidated by thugs!» (“Non ci faremo intimidire da dei malviventi!”).[5] Fa una breve comparsa anche in Batman Forever (1995), Batman & Robin (1997), Il cavaliere oscuro - Il ritorno (2012) e Batman v Superman: Dawn of Justice (2016);
- È di religione cattolica e va in chiesa tutte le domeniche;
- Nel corso della sua lunga carriera, Leahy è stato anche un fotoreporter[6]. A differenza di molti suoi altri colleghi, infatti, nel suo ufficio a Washington non sono appese fotografie che lo ritraggono, ma scatti realizzati da lui stesso, tra cui una foto di un uomo incontrato in un campo profughi a El Salvador nel 1982.